# Maucòrn lo Haut
Mau Còrn Haut (en francès Haut-Mauco) és un municipi francès situat al departament de les Landes i a la regió de la Nova Aquitània.
| 1962                                       | 1968 | 1975 | 1982 | 1990 | 1999 | 2007 |
| ------------------------------------------ | ---- | ---- | ---- | ---- | ---- | ---- |
| 514                                        | 552  | 550  | 621  | 628  | 720  | 785  |
| Des de 1962: població sense dobles comptes |      |      |      |      |      |      |

| Període | Identitat              | Partit |
| ------- | ---------------------- | ------ |
| 2001-   | Pierre-Noël Ithurralde | PS     |